# Ijebu-Norte
Ijebu Norte é uma Área de Governo Local no Ogun (estado), Nigéria. Sua sede fica na cidade de Ijebu Igbo em 6° 57′ N, 4° 00′ L.
Possui uma área de 967 km² e uma população de 280.520 habitantes no Censu de 2006
O código postal da área é 120.
O governo local foi criado em 1979 e tem a sua sede em Ijebu Igbo. Ocupa uma área de cerca de 1.250 km² de superfície, e é delimitada por Oluyole Governo Local de Oyo no norte, no oeste por Ijebu-Leste Governo Local, no sul, por Ijebu Nordeste, Odogbolu e Ijebu Ode Governo Local, e no leste por Ikenne Governo Local. A região é dividida em locais Ward Atikori, Oke-Agbo, Ojowo/Japara, Oke-Sopen, Ome, Oru-awa-ilaporu, Osun e Ago-Iwoye urbana I, Ago-Iwoye urbana II, Ako-Onigbagbo Gelete, e Mamu/Ehin-Etiri. 
Ela desempenha o anfitrião da Olabisi Onabanjo University (campus anexo). 
Esta região é povoada pelos Ijebus, que vivem nas seguintes cidades importantes: Ijebu Igbo, Ago-Iwoye, Oru, Awa, Ilaporu, etc. Existem vários mercados na cidade, mas o mais popular de todos eles é o Station Market.
Também diversos indígenas da cidade, exercem uma atividade com madeiras, de forma que há muitas serrarias na cidade.
O título do líder tradicional da cidade é chamado de Orimolusi de Ijebu-Igbo. O trono do rei está vago no momento.